# Río Caselas
Río Caselas är ett vattendrag i Spanien.   Det ligger i regionen Galicien, i den nordvästra delen av landet, 400 km väster om huvudstaden Madrid.